# るろお
るろおは、日本のイラストレーター。高知県出身。

## 作品リスト

### 挿絵
- ムシウタ（著：岩井恭平、角川スニーカー文庫）
- ムシウタbug（著：岩井恭平、角川スニーカー文庫、上記の作品の短編）
- 白夢（）（著：瀬尾つかさ、富士見ファンタジア文庫）
- 機巧少女は傷つかない（著：海冬レイジ、MF文庫J）
- 俺の彼女と幼なじみが修羅場すぎる（著：裕時悠示、GA文庫）
- 花咲けるエリアルフォース（著：杉井光、ガガガ文庫）
- アリストクライシ（著：綾里けいし、ファミ通文庫）
- メイデーア魔王転生記（著：かっぱ同盟、富士見ファンタジア文庫）
- 放課後アポカリプス（著：杉井光、ダッシュエックス文庫）
- 薔薇十字叢書 ヴァルプルギスの火祭（著：三門鉄狼、原作：京極夏彦、講談社ラノベ文庫）
- 歎きの獅子と眠れる花嫁　ボーダーブレイク スコードロン・マンティコア　(著：すずきあきら、レベルアップノベルズ)
- 無属性魔法の救世主（著:武藤健太、ヒーロー文庫）
- 転生したら剣でした（著:棚架ユウ、GCノベルズ）
- はじめまして世界。 天使と悪魔と始める、終わらない旅（著：上総朋大、富士見ファンタジア文庫）
- ドリームハッカーズ コミュ障たちの現実チートピア（出口きぬごし、電撃文庫）
- もう異世界に懲りたので破壊して少女だけ救いたい（永菜葉一、角川スニーカー文庫）
- パパ!パパ!好き!好き!超超愛してる（著：なめこ印、富士見ファンタジア文庫）
- 目指せ!一騎当千 〜ぼっち自衛官の異世界奮戦記〜（著：舳江爽快、ダッシュエックスノベル）
- 呪われ料理人は迷宮でモフミミ少女たちを育てます（著:棚架ユウ、DREノベルス）

### ゲーム
- タンくる（バンダイナムコゲームス）
- 拡散性ミリオンアーサー（スクウェア・エニックス、一部カードイラスト）
- ましろウィッチ（スクウェア・エニックス、キャラクターデザイン、メインビジュアル）
- 咲う アルスノトリア（ニトロプラス、キャラクターデザイン）

### 画集
- 機巧少女は傷つかない るろお ART WORKS（KADOKAWA/メディアファクトリー）
- るろおイラストレーションズ（SBクリエイティブ）

### その他
- 「るろお」さん 壁紙アプリ【萌えドロイド】（MOEDROID、デスクトップ壁紙）
- 「揺曳」（絵師100人展）
- 「四季辻」（絵師100人展 02）
- 黄昏乙女×アムネジア（第3話エンドカード）
- 問題児たちが異世界から来るそうですよ?（第3話エンドカード）
- アンジュ・ヴィエルジュ（第8話エンドカード）
- スロウスタート（第9話エンドカード）
- 「ヘッドホンの響子ちゃん」(JVCケンウッド、ヘッドホン紹介マンガ・デスクトップ壁紙)

## 同人活動
サークル名はGOTHICAL BLADE。